# Villanella
Denna artikel handlar om den italienska visformen. För diktformen med franskt ursprung, se villanelle.
Villanella, även villanell, från italienska cantzona villanesca = lantlig visa, var en italiensk körvisa med humoristiskt eller parodierande innehåll. Villanellan var populär i Italien på 1500-talet och början av 1600-talet och spreds även till andra länder. 

## Historik
Villanellans ursprung finns i Neapel och södra Italien, där den är känd sedan 1530-talet. Den har troligen folkligt ursprung. I Neapel fanns livlig näringsverksamhet, bland annat ylle och sidenhandel, som drog till sig bondebefolkning från omgivningen. Böndernas muntligt traderade musik togs upp och förändrades av stadens borgare och aristokrati. Den blev snart använd i konstmusikaliska sammanhang som parodi på den förnäma madrigalen. 
I norra Italien uppstod samtidigt villotta, som i mycket liknar villanellan. De båda termerna kom att användas som synonymer. Villanella/villotta spreds vidare till Frankrike, England och Tyskland. Tonsättare som Adrian Willaert och Orlando di Lasso, som även skrev mer regelrätta madrigaler, komponerade också villaneller. 1800-talskompositörerna Hector Berlioz och Emmanuel Chabrier använde termen villanelle för instrumentalpartier som efterliknade livliga lantliga danser.

## Utmärkande drag
Villanellan var en körvisa med tre eller fyra homofona stämmor, ofta till ackompanjemang av gitarr eller luta samt slagverk. Innehållet var skämtsamt, frivolt eller parodierande, ibland med nonsensinslag. Ett vanligt rimschema var ABABABCC.